# Медведев, Владимир Вячеславович
Владимир Вячеславович Медведев — российский фотограф, специализирующийся на съёмках дикой природы, председатель межрегиональной общественной организации «Союз фотографов дикой природы».

## Биография
Родился в Москве 16 февраля 1988 г.

## Награды и премии
- «Самый молодой фотограф дикой природы» («Золотая Черепаха», 2006)
- «Магия растений», победитель («Золотая Черепаха», 2007)
- «Лучший кадр природы России», номинация «Птицы» («Золотая Черепаха», 2009)
- «Лучший кадр природы России», номинация «Пейзаж» («Золотая Черепаха», 2012)
- Wildlife Photographer of the Year, номинация Eric Hosking Portfolio Award (2012)[1]
- Вики Любит Землю 2018, номинация 10 лучших фотографий

## Карьера фотографа
Впервые взял в руки фотоаппарат в 2004 году. В 17 лет стал финалистом первого международного конкурса «Золотая Черепаха» (2006 год), представив на суд жюри три фотографии из Монголии. Выходил в финал «Золотой Черепахи» восемь лет подряд, четыре раза становился победителем. В 2016 году вошел в жюри конкурса.
С 2006 по 2009 год провел четыре экспедиции в Монголию, результатом которых стал фотоальбом «Мир дикой природы. Удивительная Монголия», победивший в конкурсе «Лучшие книги года» от Ассоциации книгоиздателей России (номинация «Диалог культур»), а также фотовыставка в Государственной Думе РФ.
С 2007 по 2014 год работал телеоператором в ВГТРК.
В 2011—2012 гг. начал работать над новым проектом — «Скалистые горы Канады».
Фотографии из этой серии получили международное признание, победив на крупнейшем международном конкурсе фотографий дикой природы — Wildlife Photographer of the Year (в номинации Eric Hosking Portfolio Award).
В 2012—2013 гг. совместно с компанией Canon провел серию лекций по фотографии дикой природы в крупных городах России (Москва, Санкт-Петербург, Нижний Новгород, Красноярск, Владивосток). В это же время был ведущим подкаста о фотографии «Photocompass».
В 2014 году при участии Владимира Медведева был основан Synergy Art Club — творческое объединение, основными направлениями работы которого являются продюсирование и продвижение молодых талантов в России и за рубежом, проведение выставок, арт-туров, организация образовательных лекций и форумов.
Больше всего фотограф любит снимать природу Севера и пустыни. Ключевые серии автора:
Монголия, Средняя полоса России, Скалистые горы (Канада), Исландия, Камчатка (Россия), Каппадокия (Турция), Северная Норвегия
В 2013 году стал участником первой фотовыставки на орбите, организованной при поддержке «Русского географического общества». Видеоклип и снимки Владимира, вместе с избранными фотографиями конкурса «Золотая Черепаха», были отправлены на Международную космическую станцию.
В 2018 году стал спикером первого в России международного Synergy Art Forum
В 2019 году стал одним из основателей первого в России форума фотографов дикой природы Nature Photo Talks.

## Авторские выставки
«Удивительная Монголия» (2010), «На камнях растут деревья» (2015), «Мир скалистых гор» (2015), «Камчатка» (2017), «Краски земли» (2017), «Под открытым небом» (2018)

## Книги
Автор книг:
«Мир дикой природы. Удивительная Монголия» (ISBN 978-5-94416-120-8, издательство «Маркет ДС», 2010), «Волшебная Канада» (коллекционный альбом, 2015), «Россия. Лучшая страна в фотографиях» (ISBN 978-5-699-96274-7, издательство «Эксмо», 2017)
Соавтор:
«Мир глазами блоггера» (ISBN 978-5-9533-2827-2, ООО "Издательский дом «Вече», 2011), «Россия глазами блоггера» (ISBN 978-5-4444-0720-2, ООО "Издательство «Вече», 2013)